# 亀山トリエンナーレ
亀山トリエンナーレ（かめやまトリエンナーレ、Kameyama Triennale ）は、三重県亀山市で開催されている現代美術の祭典。芸術文化の振興と街の活性化が狙い。新人の発掘や国際交流の促進に力点を置いている。
亀山トリエンナーレの前身は2008年から2013年まで毎年開催された「アート亀山」。2014年以降は三年ごとのトリエンナーレ形式での開催。これまでに参加したアーティストの延人数は「アート亀山」時代を含めて700人弱。
「亀山トリエンナーレ」はコロナ禍の中、一時延期されることもあったが、その後は定期的に開催されている。参加作家による展示の他、2022年には特別企画として森美術館特別顧問、南條史生氏による、また2024年には美術評論家であり、多摩美術大学元学長の建畠晢氏による講演会が実施された。
過去に参加したアーティストの中にはその後、ぴあ映画祭で監督賞を受賞したアーティスや大阪万博の一部施設の設計に携わった建築家もいる。近年はVOCA展やビエンナーレなどの芸術祭に積極的に参加しているアーティストがおり、彼らの今後の活躍が期待されている。
亀山トリエナーレは、地元作家や芸術系の教員、商店主などで構成されている実行委員会が運営母体。監修者は三重県立美術館長や横浜トリエンナーレ2005の事務局長を勤めた井上隆邦氏。イオン系列の岡田文化財団やエア・ウォーターなどの企業が同トリエンナーレを支援している。
亀山トリエンナーレの次回開催は2027年秋。計画の詳細が確定され次第、公表される予定。

## 2024年 亀山トリエンナーレ賞・激励賞受賞者
トリエンナーレ賞：宮嵜祥子、Sato Sugamoto、Etsuko Kato
同奨励賞：HRATCH ARBACH、MOTU、山田なつみ
*参加アーティストは、海外からの参加を含めて81組。

## 過去の亀山トリエンナーレ賞・激励賞受賞者
２０１４年・亀山トリエンナーレ賞:下村雄三、美濃部責夫、佐藤学
２０１７年・亀山トリエンナーレ賞：笠井祐輔、武井琴、中尾広道
２０２２年：亀山トリエンナーレ賞：奥田誠一、Omar Torres、永井寿郎
　　同　　　亀山トリエンナーレ奨励賞:松岡歩未、河野麻希、原憲太郎

## 受賞歴
2023年5月、亀山トリエンナーレ実行委員会は第22回三重県文化賞奨励賞を受賞した。